# Moonzund
Moonzund (russisk: Моонзунд) er en sovjetisk spillefilm fra 1987 instruereet af Aleksandr Aleksandrovitj Muratov.

## Medvirkende
- Oleg Mensjikov som Sergej Artenjev
- Vladimir Gostjukhin som Sementjuk
- Ljudmila Nilskaja som Anna "Klara Georgievna" Revelskaja
- Nikolaj Karatjentsov som Von Knupfer
- Jurij Beljajev som Admiral Koltjak